# Postamt Warnemünde
Das ehemalige Postamt Warnemünde im Ortsteil von Rostock-Warnemünde (Mecklenburg-Vorpommern), Kirchplatz 3, Ecke Poststraße, stammt von 1889. Heute ist es ein Wohn- und Geschäftshaus und steht unter Denkmalschutz.

## Geschichte
Warnemünde wurde 1195 erstmals in dänischen Urkunden erwähnt und gehört seit 1323 zu Rostock.
Nachdem mit Hochdruck der Hafenausbau vorangetrieben wurde, konnte 1886 die Eisenbahnverbindung von Neustrelitz über Rostock bis Warnemünde, weiter mit den Raddampfern Kaiser Wilhelm und König Christian nach Gedser erfolgen. Der Verkehr auf dieser Route, ab 1894 unter Landeshoheit der Großherzoglich Mecklenburgische Friedrich-Franz-Eisenbahn (M.F.F.E.), nahm im Personen- wie auch im Post- und Güterverkehr eine rasante Entwicklung sowohl in der aufkommenden Seepost und später auch mit der Luftpost.
1863 erhielt Warnemünde eine erste Telegraphenstation. 1888 wurde das erste Telegraphen-Seekabel von Warnemünde nach Gedser, 50 km verlegt. Die Kosten für das Kabel betrugen 20.000 Mark.
Nach der Gründung des Deutschen Reichs 1871 wurde das Postwesen vom Reichspostamt maßgeblich unter der Leitung von Heinrich Stephan übernommen und viele kaiserliche Postämter entstanden mit einheitlichen Planungen und zentrale Vorgaben durch die Bauabteilung in Berlin. Warnemünde erhielt 1889 ein Postamt II. Klasse.

## Gebäude
Das zweigeschossige verklinkerte historisierende Eckgebäude mit dem markanten, achteckigen dreigeschossigen Turm und Portal an der Ecke, wurde für die Kaiserliche Reichspost im typischen Stil vieler damaliger Postgebäude erbaut.
(Siehe auch: Postamt Sassnitz, Postamt Stralsund, Postamt Güstrow, Sternberg Postamt Malchin, Postgebäude (Grimmen), Postamt Wolgast.)
Zum 3. Oktober 1990 wurde im Zuge der Deutschen Wiedervereinigung gemäß Artikel 27 des Einigungsvertrages die Deutsche Post (DDR) mit der Deutschen Bundespost verschmolzen. Das Warnemünder Postamt wurde in die Deutsche Bundespost eingegliedert und war nach der Privatisierung seit 1995 der Deutsche Post AG zugehörig. Heute werden Teile des Gebäudekomplexes als Volksbank-Filiale genutzt.
2013 wurde das privatisierte Haus im Rahmen der Städtebauförderung denkmalgerecht umgebaut und saniert. Die Filiale 512 der Deutschen Post befindet sich im Haus sowie eine weitere Am Bahnhof 3.